# Àtila ventregroc
L'àtila ventregroc (Attila citriniventris) és una espècie d'ocell de la família dels tirànids (Tyrannidae) que habita els boscos del sud de Veneçuela, est de l'Equador, nord-est del Perú i oest amazònic del Brasil.